# 康斯坦丁诺斯·卡纳里斯
康斯坦丁诺斯·卡纳里斯（羅馬化：Konstantínos Kanáris；大约1790年－1877年），希腊海軍上將，总理和希腊独立战争领袖。

## 生平
康斯坦丁诺斯·卡纳里斯生于普薩拉島，当时由奥斯曼帝国统治。他在1821年開始的希腊独立战争中，於政治與軍事上扮演領導角色。他曾数次出任希腊总理，分别为1844年2月16日–1844年3月30日，1848年10月15日–1849年12月12日，1864年3月6日–1864年4月16日，1864年7月26日–1865年2月26日，1877年6月7日–1877年9月2日。1877年，逝世于雅典。

## 榮譽
- 希腊救世主勋章（希臘王國）: 大十字级
- 皇家圭尔夫勋章（汉诺威王国）: 大十字级
- 丹麦国旗勋章（丹麦王国）: 大十字级

## 延伸閱讀
- 本条目包含来自公有领域出版物的文本: Chisholm, Hugh (编). .  (第11版). London: Cambridge University Press. 1911.
- Woodhouse, Christopher M. . London: Faber and Faber. 1968  [2021-11-12]. （原始内容存档于2021-11-12）.

## 外部鏈接
- （英文） 康斯坦蒂諾斯·卡纳里斯（页面存档备份，存于）
- （英文） 希腊独立战争

| 前任： 安德雷亚斯·梅塔克萨斯   | 希臘首相 1844年2月16日–1844年3月30日   | 繼任： 亚历山德罗斯·马夫罗科扎托斯 |
| 前任： 乔治斯·康托里奥蒂斯     | 希臘首相 1848年10月15日–1849年12月12日 | 繼任： 安东尼奥斯·克里季斯         |
| 前任： 迪米特里奥斯·沃尔加里斯 | 希臘首相 1864年3月6日–1864年4月16日    | 繼任： 兹诺维奥斯·瓦尔维斯         |
| 前任： 兹诺维奥斯·瓦尔维斯     | 希臘首相 1864年7月26日–1865年2月26日   | 繼任： 亚历山德罗斯·库蒙杜罗斯     |
| 前任： 亚历山德罗斯·库蒙杜罗斯 | 希臘首相 1877年6月7日–1877年9月2日     | 繼任： 亚历山德罗斯·库蒙杜罗斯     |